# Abbaye d'Amorbach
 (mars 2023).
Si vous disposez d'ouvrages ou d'articles de référence ou si vous connaissez des sites web de qualité traitant du thème abordé ici, merci de compléter l'article en donnant les références utiles à sa vérifiabilité et en les liant à la section « Notes et références ».
L'abbaye d'Amorbach est une abbaye située à Amorbach en Allemagne.

## Histoire
1272 Ulrich von Dürn vendit la ville Amorbach avec la défense des intérêts du monastère à Werner d'Eppstein l'archevêque de Mayence. La souveraineté temporelle passée à l'électorat de Mayence, la juridiction ecclésiastique est restée avec la diocèse de Wurtzbourg.
En 1656, il y avait un traite entre le évêché de Wurtzbourg et le diocèse de Mayence sur quelques ajustements sur le terrain. Amorbach est venu à l'archevêché de Mayence (désormais religieuse et laïque). Jean-Philippe de Schönborn a limité les droits des monastères de Bronnbach et Amorbach un en faveur de l'autorité épiscopale.
De 1742 à 1747 l'église abbatiale a subi sa transformation dans le style du baroque / rococo. L'architecte était l'architecte de la cour de Mayence  et la directeur de construction général Maximilian von Welsch, après des idées à Anselm Franz Freiherr von Ritter zu Groenesteyn, la mise en œuvre des plans a été réalisée par un ingénieur des cadets Alexandre Schmitt Jacob sous l'influence de l'architecte mayençaise Johann Valentin Thoman (de).
En 1801, le Traité de Lunéville donne l'abbaye et ses terres au prince de Linange (Leiningen) en compensation pour les possessions du prince situées sur la rive gauche du Rhin et annexées par la France.